# Bogdan Lobonț
Bogdan Ionuț Lobonț (ur. 18 stycznia 1978 w Hunedoarze) – rumuński piłkarz, który podczas kariery występował na pozycji bramkarza.

## Kariera klubowa
Jest wychowankiem klubu Corvinul Hunedoara. W pierwszej drużynie tego zespołu w Divizii A występował jeszcze przed ukończeniem dwudziestego roku życia. W 1997 roku młodym zawodnikiem zainteresowali się działacze Rapidu Bukareszt, a ten dwa lata później pomógł zespołowi odzyskać po trzydziestodwuletniej przerwie tytuł mistrza kraju. W ciągu niespełna trzech sezonów, Lobonța zabrakło tylko w czterech meczach ligowych.
Udane występy w lidze rumuńskiej, zaowocowały pod koniec 1999 roku transferem do Ajaksu Amsterdam. Lobonț miał zostać następcą Edwina van der Sara, który przeszedł do Juventusu, jednak nie potrafił wygrać rywalizacji z 35-letnim Fredem Grimem. Przez prawie dwa lata zagrał tylko w jednym spotkaniu Eredivisie. W sezonie 2001–2002 został wypożyczony do Dinama Bukareszt, gdzie odzyskał wysoką formę. Kilka miesięcy później ponownie sięgnęli po niego działacze Ajaksu. Tym razem występował regularnie w pierwszej jedenastce, aż do 2005 roku, kiedy trener Danny Blind postawił na młodego Maartena Stekelenburga. Pod koniec roku Lobonț przeniósł się do ACF Fiorentiny, gdzie zastąpił kontuzjowanego Sébastiena Freya. Po powrocie Freya stracił miejsce w składzie i w styczniu 2007 roku powrócił do Dinama Bukareszt. Od początku sezonu 2008–2009 był kapitanem zespołu. 1 września 2009 roku w ostatnim dniu okienka transferowego Lobont trafił do włoskiego klubu AS Roma. Został on wypożyczony do końca sezonu, po czym Włosi skorzystali z prawa transferu definitywnego i wykupi Lobonța z Dinamo na stałe. Przez kilka sezonów pełnił głównie funkcję rezerwowego bramkarza AS Romy, grając bardzo rzadko. Po sezonie 2017/18 zdecydował się zakończyć piłkarską karierę.

## Kariera reprezentacyjna
W reprezentacji Rumunii zadebiutował w 1998 roku w meczu z Liechtensteinem. Wielu komentatorów uważało go za najlepszego następcę doświadczonego Bogdana Stelei. Lobonț znalazł się w kadrze na Euro 2000, lecz na turnieju nie zagrał ani minuty. Przez kolejne trzy lata kolejni trenerzy kadry wciąż ufali Stelei, a Lobonțowi w walce o miejsce w drużynie narodowej przeszkadzały częste kontuzje i problemy w Ajaksie. Dopiero w 2003 roku selekcjoner Anghel Iordănescu zdecydowanie postawił na niego. Lobonț był pierwszym bramkarzem w eliminacjach do Euro 2004 i Mundialu 2006, zaś w czasie wygranych eliminacji do Euro 2008 bronił przemiennie z młodszym o rok Dănuțem Comanem. W czasie mistrzostw, zakończonych dla Rumunów na fazie grupowej, zagrał we wszystkich trzech meczach. W 2013 roku zakończył karierę reprezentacyjną.

## Sukcesy

### Rapid Bukareszt
- Mistrzostwo Rumunii: 1998/99
- Puchar Rumunii: 1997/98
- Superpuchar Rumunii: 1999

### Dinamo Bukareszt
- Mistrzostwo Rumunii: 2001/02, 2006/07

### Ajax
- Mistrzostwo Holandii: 2003/04